# 잔지바르 술탄국

잔지바르 술탄국의 국기

잔지바르 술탄국의 국기 (1911년 ~ 1963년)

잔지바르 술탄국의 문장

잔지바르 술탄국은 잔지바르 해안에 존재했던 이슬람 왕국이다. 해군력을 동원하여 잔지바르 해안을 통제하고 콩고 내부까지 육상교역로를 연장하였다. 노예 무역과 정향 재배로 성장했으나 영국과의 전쟁으로 영국령 동아프리카의 일부가 되었다.